# کوکی وان (تکواندو)

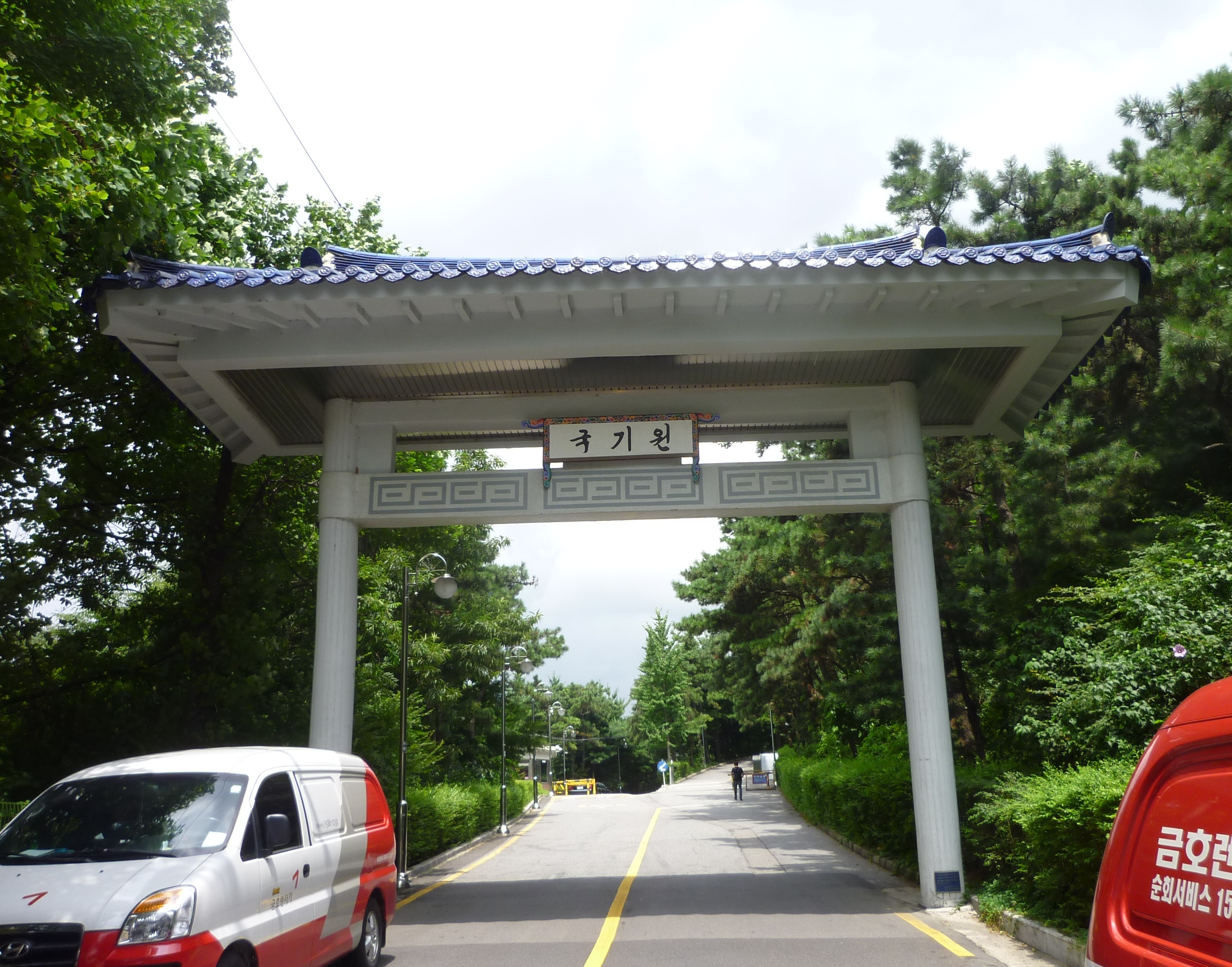
گیت کوکی وان در کره جنوبی - تابستان ۲۰۱۰

کوکی وان (کره ای: 국기원؛ Hanja: 國技院)، ستاد جهانی و خانه آکادمی جهانی تکواندو، مسئول صدور دان و عالی‌ترین مرجع فنی تکواندو در دنیا است.

این نهاد، سازمان رسمی حاکم بر امور فنی تکواندو در جهان است که توسط دولت کره جنوبی و زیر نظارت بخش بین‌المللی ورزش وزارت فرهنگ، ورزش و گردشگری این کشور تأسیس شد.

## تاریخچه
کوکی وان در سئول، کره جنوبی مستقر است. ساخت ساختمان اصلی این مرکز در ۱۹ نوامبر ۱۹۷۱ آغاز شد و در ۳۰ نوامبر ۱۹۷۲ به پایان رسید. این سازمان در ۶ فوریه ۱۹۷۳ به‌طور رسمی نام‌گذاری شد. ساختمان اصلی تا ۳۰۰۰ نفر را برای رویدادها در خود جای می‌دهد. سقف ساختمان که در ارتفاع سه طبقه قرار دارد، دارای «کیوا» (کاشی‌های کره ای آبی)، مشابه سقف خانه آبی (محل اقامت رسمی رئیس‌جمهور کره جنوبی) است.
در ماه مه ۱۹۷۳، انجمن (فدراسیون) تکواندوی کره جنوبی و کوکی وان، نخستین مسابقات جهانی تکواندو را با حضور ۲۰۰ تکواندوکار از ۱۷ کشور برگزار کردند. کوکی وان از سپتامبر ۱۹۷۴ یک تیم نمایشی دائمی تکواندو داشته‌است.

## رؤسا
«اون یونگ کیم» نخستین رئیس کوکی وان بود که در ۱۵ نوامبر ۲۰۰۱ از سمت خود استعفا داد. «وون کیو اوهم» از چانگ دو کوان در ۲ مارس ۲۰۰۴ به عنوان رئیس بعدی انتخاب شد. رئیس این سازمان در اواخر سال ۲۰۰۵ «یونگ گی ام» بود. در ۱۰ دسامبر ۲۰۰۹، «سئونگ وان لی» از جیدوکوان به عنوان رئیس بعدی کوکی وان انتخاب شد.
در اواسط سال ۲۰۱۰، «وون سیک کانگ» رئیس شد؛ او همچنین رئیس «سانگ مو کوان»، کره بود. کانگ در پایان دوره ریاست خود در اوایل سال ۲۰۱۳ استعفا داد؛ پس از او سرپرست موقت «کیو سوک لی» بود که هم‌زمان به عنوان دبیرکل اتحادیه تکواندو آسیا خدمت می‌کند. پس از وی «کیم چونگ گان»  به عنوان رئیس دفتر مرکزی کوکی وان مشغول به کار شد. رئیس بعدی، «لی کیو هیونگ» (دان نهم) بود که به‌طور موقت توسط مدیر هیئت مدیره سازمان در ۲۰ اوت ۲۰۱۳ برگزیده شد؛ وی پس از مدت کوتاهی استعفا داد و اظهار کرد که قادر به ایفای نقش در هیئت مدیره سازمان نیست.
رئیس فعلی کوکی وان «لی دونگ سوپ» است که در ۲۸ ژانویه ۲۰۲۱ انتخاب شده است.
این سازمان یک سال پیش از تأسیس فدراسیون جهانی تکواندو آغاز به کار کرده‌است.